# مسافری از گرونگول
مسافری از گرونگول  مجموعه‌ تلویزیونی به کارگردانی مرتضی متولی محصول سیمای گروه کودک و نوجوان شبکه ۲ است که از بهار ۱۳۸۵ از شبکه دوم سیما پخش شد. این مجموعه در قالب سیمای نوجوان پخش می‌شد و قسمت‌های آن به صورت دنباله‌دار بود.

## خلاصه داستان∗
این مجموعه آمدن یک موجود فضایی به زمین را روایت می‌کند. اقتباس خفیفی از فیلم ای تی ساختهٔ استیون اسپیلبرگ در آن دیده می‌شود. اما کلیات و جزئیات داستان ربط چندانی به آن فیلم ندارد و شاید تشابه این دو را بتوان در روبرو شدن بچه‌های زمینی و فضایی دید و در باقی موارد کاملاً متفاوت اند.
گورگول موجودی فضایی است که به زمین آمده. برای تمام ویژگی‌های او دلیلی می‌شنویم. مثلاً اگر به راحتی به زبان فارسی حرف می‌زند آن را از طریق تماشای تلویزیون فرا گرفته و البته اگر به این راحتی توانسته فارسی را بیاموزد دلیلش توانایی بالایی است که همه چیز را می‌تواند به راحتی در ذهن خود بریزد و نیازی به حفظ کردن آن ندارد. اصلاً دلیل آمدنش روی زمین ترس از رباتی به نام گالاک است که اتفاقاً در گفته‌هایش کاملاً گرونگول، گالاک، پدر خود و … را معرفی می‌کند. او توانایی‌هایی دارد که از انسان‌ها متمایزش می‌کند. مانند انداختن تصویر آنچه در فکرش است یا انداختن اشعه‌ای از طریق شاخکش به چشم افراد که هر چه را گورگول بخواهد فراموش می‌کنند. دیالوگ‌هایی هم که برای او نوشته شده بسیار بامزه‌است.

## شخصیت‌ها
- «فرشید»، پسر خانواده که قوهٔ تخیل قوی دارد و اولین کسی است که با گورگول روبرو می‌شود.
- «پرهام»، دوست فرشید که همکاری‌های جالبی با هم دارند و او هم با گورگول دوست می‌شود.
- «فرناز»، خواهر فرشید که به صورت اتفاقی گورگول را می‌بیند.
- «مادر»، مادر فرشید
- «حمید»، پدر فرشید که نقشه‌کش ساختمان است.
- «سعادت»، پیرمرد همسایهٔ فرشید که قصد دارد به نحوی دست فرشید را رو کند.
- «گورگول (عروسکی)»، موجود فضایی که از ترس رباتی به نام گالاک از سیاره اش «گرونگول» فرار کرده و با خراب شدن گالاژ (چیزی شبیه چوبدستی) مشکلاتش دوچندان شده‌است.

## اشاره‌ها و کنایه‌ها
- نشان دادن کودکان و بزرگ‌ترها به شکلی غیر شعاری و واقعی و با دوری از کلیشه در روابط آن‌ها از جمله ویژگی‌های این مجموعه‌است و نوع روابط موجود فضایی با زمینی‌ها هم در نوع خود جدید است. مرز میان فانتزی و واقعیت به خوبی رعایت شده و زمینی‌ها در عین اخلاقیات و روابط عادی خود با آن موجود روبرو می‌شوند و گورگول هم روابط خاص خود با هم سیاره‌ای‌هایش را به نوعی دیگر مطرح می‌کند.

## عوامل∗
- کارگردان: مرتضی متولی
- نویسندگان: حمید برزگر، مهراب قاسم خانی (بر اساس طرحی از سید جواد فرزین فر)
- بازیگران: محمد شادانی (فرشید) ترلان پروانه (فرناز) پویا شمسایی (پرهام)، باقر صحرارودی (سعادت) نسرین غلامی (مادر) سیاوش مفیدی (پدر) رضا بنفشه‌خواه (مدیر مدرسه)، آرش میراحمدی (معلم) ناصر گیتی جاه (پدر بزرگ) نفیسه روشن (خاله آتوسا) … و سروش خلیلی (دکتر)
- صداپیشگان: مرجان پورغلام حسین (گورگول) وحید نفر (گالاک)
- سازنده و بازی دهندهٔ عروسک: محمد اعلمی
- مدیر فیلمبرداری: فرشید رسولی
- موسیقی: حامد پناه پور
- تهیه‌کنندگان: سید جواد فرزین فر، سید جلیل فرزین فر
- محصول: ۱۳۸۴ - گروه کودک و نوجوان شبکه دوم سیما
- پخش: بهار ۱۳۸۵ - سیمای نوجوان شبکه دوم سیما